# Salad Fingers
Salad Fingers – seria krótkich filmów animowanych wykonanych przez Anglika, Davida Firtha. Pierwszy odcinek ukazał się 1 lipca 2004 r.
Jak dotąd powstało 13 odcinków.

## Świat
Tłem do wydarzeń przedstawionych w serii animacji jest zimny, samotny, postapokaliptyczny świat. Zamieszkiwany przez głównego bohatera dom - składający się z dwóch lub więcej izb, wyposażony w kuchenkę, stół z krzesłami, radio oraz "szafkę bezpieczeństwa" - znajduje się pośrodku pustkowia. Oprócz niego znajduje się tam drzewo (pan Branches) i odosobniona toaleta. W jednym z odcinków ukazane są też las (dżungla?) oraz inny dom, jednak ich położenie ani odległość od domu głównego bohatera jest nieznane. Ukazany został też inny las, mglisty i pełny bezlistnych drzew. Znajduje się tam skrzynka, w której był Dr Papanak.

## Salad Fingers
Główny bohater serii - Salad Fingers - jest chudym, wysokim i przygarbionym humanoidem o zielonej skórze. Nie posiada uszu ani nosa. Jego cechą charakterystyczną są długie palce, po trzy u każdej dłoni, o kształcie liści sałaty (stąd imię postaci i tytuł serii). Największą przyjemność sprawia mu dotykanie nimi szorstkich i zardzewiałych przedmiotów (ma nadmiernie rozwinięty zmysł dotyku) w szczególności łyżek, które kolekcjonuje. W równym stopniu przyjemny jest dla niego ból (np. spowodowany przebiciem jednego z palców przez hak). Salad Fingers cierpi na ciężkie zaburzenia psychiczne. Nie potrafi odróżnić żywych istot od martwych przedmiotów, co przejawia się między innymi faktem, że wielokrotnie rozmawiał z zabawkami, pacynkami, a nawet zwłokami, nadając im przy tym zmyślone imiona i nazwiska. Gdy "rozmówca" Salad Fingers'a nie odpowiadał, bohater częstokroć dopowiadał sobie jego kwestie, prowadząc dialog sam ze sobą, co wskazywałoby na zwielokrotnienie jaźni. Uwydatnia się to szczególnie w "rozmowach" ze swoimi przyjaciółmi-pacynkami (patrz sekcja Inne postaci). Ma osobowość dziecka - jest teoretycznie przyjaźnie nastawiony do świata i chętny do zabawy z napotkanymi istotami, gdy jednak coś idzie nie po jego myśli, wpada w histerię. Jest też lękliwy i nietrudno go przestraszyć. Mieszka sam, w małym domku oznaczonym numerem 22. Potrafi mówić po francusku i grać na flecie. Kręcąc ręką niczym korbką, wprawia w ruch swoje zęby, które wydają melodię. Posiada liczne nawyki, do których, oprócz dotykania zardzewiałych łyżek, należy między innymi jedzenie piasku ("cukru z ziemi"), mierzenie odległości pomiędzy drzewem a swoim domem oraz słuchanie radia zasilanego grochem. Jest właścicielem kapelusza, który ma zamiar nosić do śmierci. W ostatnim jak dotąd odcinku zapadł w śpiączkę na 6 tygodni. Po tym incydencie widocznie się postarzał, co w miarę epizodu znacznie się uwidoczniło i jeszcze bardziej postarzyło SF.

## Inne postaci
Hubert Jason Cumberdale
Pacynka, jeden z przyjaciół SF. W jednym z odcinków dostaje od SF marynarską czapkę kapitana. W innym zmienia się w strumień czarnej mazi. Według SF smakuje jak "soot and poo" - sadza i kupa. W 10. odcinku Salad ujawnia jego drugie imię. Ma urodziny w jednym dniu z głównym bohaterem.
Marjory Steward-Baxter
Pacynka, przyjaciółka SF. Jej smak SF określił jako "sunshine dust" - słoneczny pył. W wielu teoriach jest żoną sałatopalczastego. Samodzielnie przypatruje się z okna piknikowi Mabel i Salad Fingers'a 
Jeremy Fisher
Pacynka, przyjaciel SF. W jednym z odcinków ofiarowuje Salad Fingersowi konia - Horace'a.
Harry / Milford Cubicle
Pozbawiony rąk mężczyzna. Wpadłszy w furię, kiedy SF przywłaszczył sobie (prawdopodobnie należący do niego) wózek, dotarł do domu SF i zaczął tłuc głową w jego drzwi. Zmarł wkrótce później, być może wskutek uszkodzenia mózgu lub upływu krwi. 
Kenneth
Bezręki i beznogi, jednak niepozbawiony głowy korpus- zwłoki. Znaleziony rzekomo przez Huberta Cumberdale'a w ziemi nieopodal domu SF. Według SF - jego brat, walczący na Wielkiej Wojnie bez niego.
Aunty Bainbridge
Humanoidalna postać o żółtym kolorze skóry, ogromnych oczach i niskim wzroście. Zwany przez SF "young child" (młode dziecko). Prawdopodobnie mieszka nieopodal domu SF. Spotykamy się z nim dwa razy. Za każdym razem stoi on bezczynie obserwując zachowania SF i wydając niezrozumiałe odgłosy. 
Dziwny Chłopiec
Psychodeliczny chłopiec-mutant o owadzich oczach. Zakochuje się w SF. Ma zszytą głowę.
Mable
Rudowłosa, piegowata dziewczynka. Jako jedyna postać w serii - poza samym SF - potrafi mówić w zrozumiałym języku, co śmiertelnie przeraża Salad Fingers'a. Została zaproszona przez niego na Wielki Piknik
Bordois
Owad, wyglądający jak biała, gruba gąsienica, nazwany przez SF "little sister" - małą siostrą. Nieumyślnie zabita przez SF przy próbie dotknięcia jej.
Penny Pigtails
Lewa ręka SF'a, której nadał tę tożsamość podczas pobytu w "szafce bezpieczeństwa". 
Mr Branches
Drzewo nieopodal domu SF'a. Mówi dziecięcym głosem. Chce być w domu sałatopalcastego, który udzielił na to przyzwolenia, jeżeli sam się tam przedostanie.
Horace Horsecollar
Koń-zabawka, prezent dla SF'a od Jeremy'ego Fishera. W odcinku dziesiątym jest przedstawiony jako prawdziwy koń. Został zraniony przez Doktora Papanoka. Zaprosił na urodziny Huberta wiele koni, co zdenerwowało głównego bohatera, bo pozwolił aby pojawił się tylko jeden jego przyjaciel.
Hubert's Birthday Stick
Biała rura sięgająca nieba, pojawiająca się i znikająca w odcinku nr 10. Pod jego koniec, wsunęła się prawie całkowicie pod ziemię, ukazując prezent dla SF znajdujący się na jej płaskim czubku, którym był uszyty ze skóry i koszulki Harry'ego kapelusz. Sam główny bohater do tamtej pory nie przepadał za nią, brzydząc się jej brakiem tekstury i "informacji" oraz ignorancją Salad jak to zwykłe bywa spytał rurę o imię, ale ta według niego nie odpowiedziała. Być może SF nie wyobraża sobie rozmowy z tą rzeczą, z powodu braku wspomnień z nią związanych.
Dr Papanak 
Pacynka, której debiutem był występ w odcinku dziesiątym. Jest zdecydowanie największą z nich, Salad zakłada go na całą dłoń, a nie, jak w przypadku pozostałych, jedynie na palec. Ma widoczne uzębienie i często wymawia onomatopeje odnoszące się do gryzienia i żucia. Często rusza szczęka. Ugryzł Salad Fingersa w policzek, odgryzając jego kawałek. Główny bohater odrzucił go od siebie natychmiastowo. W locie z jego dolnej części (tam gdzie umieszcza się dłoń) wyrosło dużo ostrych przedmiotów, podobnych do noży i scyzoryków, ubrudzonych krwią. To samo stało się z jego rękoma. Zaatakował Horace'a, wbijając się w jego bok i rozrywał jego ciało kopiącymi ruchami. SF mimo tego był spokojny, kazał koniowi zachowywać się grzecznie, "w czasie gdy Doktor je Twoją krew". Ma większą świadomość i samodzielność niż pozostałe pacynki.
Pluton/Salad Fingersi przy stole 
Piątka postaci łudząco podobne do SF, ale z żuchwą dra Papanoka. Jeden z nich nie ma dolnej szczęki i części języka. Posiłkują się wnętrznościami prawdopodobnie należącymi do Milforda. Twarz jednego z nich nie została pokazana, siedział tyłem i bokiem do widza.
Konie
Zwierzęta według SF zaproszone przez Horace'a na urodziny Huberta. Obarcza je odpowiedzialnością za pożarcie Milforda, zostawiając tylko jego szkielet

## Lista odcinków
Poniżej przedstawiona została lista dotychczas opublikowanych odcinków. Ich kolejność oraz tytuły są zgodne z playlistą umieszczoną na kanale YouTube samego autora: 
1. Salad Fingers 1: Spoons
2. Salad Fingers 2: Friends
3. Salad Fingers 3: Nettles
4. Salad Fingers 4: Cage
5. Salad Fingers 5: Picnic
6. Salad Fingers 6: Present
7. Salad Fingers 7: Shore Leave
8. Salad Fingers 8: Cupboard
9. Salad Fingers 9: Letter
10. Salad Fingers 10: Birthday
11. Salad Fingers 11: Glass Brother
12. Salad Fingers 12: Post Man
13. Salad Fingers 13: Harvest